# Şefika Kutluer
Şefika Kutluer (Ankara, 5 de maig de 1961) és una flautista turca. Té diversos premis internacionals i una condecoració italiana. És coneguda com la flauta màgica i li fou atorgada la distinció Devlet Sanatçısı (Artista de l'Estat) el 1998 però fou cancel·lada el 2002, juntament amb altres 88 artistes. El febrer de 2017 va donar un concert a Londres.